# Новхале-Джафарі
Новхале-Джафарі (перс. نوخاله جعفري) — село в Ірані, у дегестані Генд-Хале, у бахші Тулем, шагрестані Совмее-Сара остану Ґілян. За даними перепису 2006 року, його населення становило 2352 особи, що проживали у складі 661 сім'ї.

## Клімат
Середня річна температура становить 14,02°C, середня максимальна – 28,08°C, а середня мінімальна – -1,36°C. Середня річна кількість опадів – 1061 мм.
| Клімат поселення                              | Клімат поселення | Клімат поселення | Клімат поселення | Клімат поселення | Клімат поселення | Клімат поселення | Клімат поселення | Клімат поселення | Клімат поселення | Клімат поселення | Клімат поселення | Клімат поселення | Клімат поселення |
| Показник                                      | Січ.             | Лют.             | Бер.             | Квіт.            | Трав.            | Черв.            | Лип.             | Серп.            | Вер.             | Жовт.            | Лист.            | Груд.            |                  |
| Середній максимум, °C                         | 8,00             | 8,51             | 11,54            | 17,44            | 21,85            | 25,28            | 28,08            | 27,70            | 24,36            | 20,93            | 16,29            | 11,60            |                  |
| Середня температура, °C                       | 3,33             | 3,81             | 6,84             | 12,76            | 17,16            | 20,60            | 23,88            | 23,51            | 20,16            | 16,70            | 12,07            | 7,40             |                  |
| Середній мінімум, °C                          | −1,36            | −0,87            | 2,17             | 8,09             | 12,49            | 15,90            | 19,68            | 19,31            | 15,96            | 12,52            | 7,88             | 3,19             |                  |
| Норма опадів, мм                              | 111              | 86               | 81               | 50               | 43               | 28               | 23               | 53               | 114              | 174              | 156              | 142              |                  |
| Середньомісячна швидкість вітру, м/с          | 2.20             | 2.40             | 2.40             | 2.30             | 2.30             | 2.60             | 2.60             | 2.34             | 2.17             | 2.10             | 2.08             | 2.09             |                  |
| Середньомісячна сонячна радіація, кДж/м²·день | 6745             | 8936             | 10992            | 15735            | 20059            | 22492            | 23358            | 19607            | 16091            | 10937            | 8488             | 6466             |                  |
| --------------------------------------------- | ---------------- | ---------------- | ---------------- | ---------------- | ---------------- | ---------------- | ---------------- | ---------------- | ---------------- | ---------------- | ---------------- | ---------------- | ---------------- |
| Джерело:                                      |                  |                  |                  |                  |                  |                  |                  |                  |                  |                  |                  |                  |                  |